# Ententeich (Rosenburg)
Der Ententeich ist ein Stillgewässer in der Gemeinde Rosenburg-Mold in Niederösterreich.
Er befindet sich in einem stark verwilderten Landschaftspark westlich von Schloss Rosenburg und ist durch einen kurzen Abstecher von der Rosenburg Runde, einen 13 km langen Wanderweg, erreichbar. Von Schloss Rosenburg führen aber auch andere Wege zum Ententeich, der sich in einer kleinen, nach Osten entwässernden Mulde befindet, die im Südwesten von einer Anhöhe gesäumt wird. Der Teich selbst verfügt über keinen oberflächigen Zustrom, sondern wird über Niederschläge gespeist. Er ist von einem Schilfgürtel umgeben und deshalb nur schwer zugänglich.